# Hubert Schöllgen
Hubert Schöllgen (* 23. Februar 1897 in Düsseldorf; † 1978 in Wuppertal-Elberfeld) war ein deutscher Maler und Sgraffito-Techniker.
Schöllgen absolvierte zunächst ein Studium an der AK Düsseldorf. Später wechselte er nach Berlin zu Emil Orlik und Thorn-Prikker. Danach arbeitete er hauptsächlich als Maler und Graphiker in Düsseldorf und Essen. Da er aufgrund seiner finanziellen Situation nicht auf Mäzene und Ausstellungen angewiesen war, wählte er oft eigenwillig seine Motive aus.
Zahlreiche Bücher verwendeten die graphisch gestalteten Zeichnungen, Vignetten und Holzschnitte Schöllgens zur Illustration. Das Archiv des Künstlervereins Malkasten in Düsseldorf verfügt über einige seiner Exponate.

## Werke
- Sankt Aegidius, Fester im Chorraum, Bonn-Buschdorf
- Herz-Jesu-Kirche, Kreuzigungsgruppe über dem Altar (1938), Torgelow an der Uecker
- Cecilien-Gymnasium, Turmhahn (um 1958), Düsseldorf-Niederkassel

| Personendaten    | Personendaten                           |
| ---------------- | --------------------------------------- |
| NAME             | Schöllgen, Hubert                       |
| KURZBESCHREIBUNG | deutscher Maler und Sgraffito-Techniker |
| GEBURTSDATUM     | 23. Februar 1897                        |
| GEBURTSORT       | Düsseldorf                              |
| STERBEDATUM      | 1978                                    |
| STERBEORT        | Wuppertal-Elberfeld                     |